# Сондей, Иван Степанович
Иван Степанович Сондей (укр. Іван Степанович Сондей; род. 15 января 1994, Голынь, Ивано-Франковская область) — украинский футболист, полузащитник клуба «Пробий» (Городенка)

## Клубная карьера
Иван Сондей родился в селе Голынь Калушского района. Футболом начал заниматься в местной футбольной секции. В 2007 году перешёл в ДЮСШ Спартак (Ивано-Франковск). Годом позже стал игроком любительской команды «BRW-BIK». Сондей получил предложение о продолжении карьеры от «Динамо» (Киев) и донецкого «Шахтёра». Футболист сделал выбор в пользу киевлян, в составе которых стал лучшим полузащитником финала ДЮФЛУ. После этого получил тяжёлую травму, из-за которой пропустил почти год. Для того, чтобы набрать оптимальные кондиции, тренировался вместе с дублем «Динамо».
В 2012 году играл за любительский клуб «Калуш», выступающий в чемпионате области. В составе клуба сыграл 12 матчей и отметился 1 забитым мячом. В том же году подписал контракт с «Днепром», за который не провёл ни одной игры. Для получения игровой практики выступал в юношеской и молодёжной командах клуба, в составе которых провёл 41 матч и отметился 6 голами.
После завершения соглашения с командой из Днепра, подписал контракт с клубом «Нефтяник-Укрнефть». Иван достаточно быстро адаптировался в новом клубе, поскольку в то время в команде уже были братья Пасичи и Алексей Разуваев, с которыми Сондей был хорошо знаком ещё со времён выступлений в молодёжной команде днепрян. 26 июля 2014 года дебютировал за клуб в матче-открытия Первой лиги Украины против «Гелиоса» из Харькова, заменив на 82 минуте Александра Боровика. Игра завершилась поражением со счётом 0:2. Первый гол за команду забил в рамках пятого тура чемпионата против «Сум». Мяч Сондея принёс команде ничью со счётом 1:1. Всего за «Нефтяник» игрок сыграл 70 матчей и отметился 11 голами.
Летом 2017 года подписал контракт с клубом Премьер-лиги Украины, донецким «Олимпиком». 6 августа 2017 года дебютировал за команду в матче против «Зари» из Луганска, завершившемся победой со счётом 2:0. Покинул команду летом 2019 года на правах свободного агента.

## Карьера в сборной
Иван вызывался в сборную Украины до 16 лет, за которую дебютировал 3 марта 2010 года матчем против сверстников из Финляндии. Встреча завершилась поражением со счётом 1:3